# Ми-бемоль мажор
Ми-бемоль мажор (Es-dur) — мажорная тональность с тоникой ми-бемоль. Имеет три бемоля при ключе: си бемоль, ми бемоль и ля бемоль.

## Некоторые произведения в этой тональности
- Бах — Органная трио-соната Es-dur, BWV 525;
- Гайдн — Симфония № 11, Симфония № 103, Концерт для трубы с оркестром;
- Моцарт — Симфония № 1, Симфония № 2, Симфония № 3, Симфония № 39, Концерт для фортепиано с оркестром № 9, Концерт для двух фортепиано с оркестром № 10, Концерт для фортепиано с оркестром № 14, Концерт для фортепиано с оркестром № 22, Фортепианный квартет № 2, Квинтет для фортепиано с духовыми, Кадриль;
- Бетховен — Симфония № 3 «Героическая», Соната для фортепиано № 4, Соната для фортепиано № 13, Соната для фортепиано № 18, Соната для фортепиано № 26, Концерт для фортепиано с оркестром № 5, Струнный квартет № 10, Струнный квартет № 12;
- Данци — Соната для фортепиано и валторны № 1;
- Шуберт — Фортепианное трио № 2, Экспромт op. 90 № 2;
- Давид — Концертино для тромбона с оркестром;
- Шуман — Симфония № 3;
- Лист — Концерт для фортепиано с оркестром № 1, Этюд по Паганини № 2, Трансцендентный этюд № 7 "Героика";
- Сен-Санс — Соната для кларнета и фортепиано;
- Алькан — Этюд op. 35 № 7 "L'incendie au village voisin";
- Штраус — Концерт для валторны с оркестром № 1;
- Массне — Концерт для фортепиано с оркестром;
- Брукнер — Симфония № 4 «Романтическая»;
- Брамс — Трио для фортепиано, скрипки и валторны;
- Чайковский — Симфония ми-бемоль мажор, Концерт для фортепиано с оркестром № 3 соч. 75, Увертюра «1812 год» соч. 49;
- Малер — Симфония № 8;
- Шостакович — Струнный квартет № 9, Симфония № 3, Симфония № 9;
- Стравинский — Симфония № 1, Концерт для камерного оркестра «Dumbarton Oaks»;
- Штраус Йозеф — Вальс «Деревенские ласточки»;
- Гимн Уругвая;
- Шопен — Ноктюрн op. 9 № 2.

## Ми-бемоль мажор и медные духовые инструменты
Обсуждаемая тональность является одной из самых удобных для большинства медных духовых инструментов, что связано со строем этих инструментов, обеспечиваемым их конструкцией. При игре в данной или близкой к ней тональности приходится меньше задействовать механизм вентилей, что улучшает качество звучания. Поэтому многие произведения (марши и др.) для духовых оркестров написаны именно в таких тональностях как си-бемоль мажор или ми-бемоль мажор.